# Louis de Beaufront
Louis de Beaufront   (París, 3 d'octubre de 1855 - Thézy-Glimont, 8 de gener de 1935), el veritable nom del qual era Louis Chevreux (3 d'octubre de 1855 - 8 de gener de 1935) va ser de summa importància en el desenvolupament de l'ido, una llengua auxiliar internacional. Beaufront va ser al principi un apassionat defensor de l'esperanto i va ser un dels principals responsables de la seva primerenca difusió a Europa occidental així com un dels primers francesos a parlar-lo.
Beaufront va descobrir l'esperanto per primera vegada en 1888 i en 1889 va fundar la Société Pour la Propagation de l'Espéranto (SPPE). En 1900 va escriure el seu Commentaire sur la grammaire espéranto.
Va ser triat per a representar l'esperanto sense modificacions davant el Comitè de la Delegació per a l'Adopció d'una Llengua Internacional, acudint a les trobades del Comitè de la Delegació a l'octubre de 1907. Mentre representava de manera ostensible l'esperanto davant de la comissió, secretament va ser el segon autor juntament amb Louis Couturat del projecte ido que va impressionar al Comitè de la Delegació i va portar a la reforma de l'esperanto per part del Comissió Permanent del Comitè. Les cartes que es guarden en el Departament del Museu de Llengües Planejades i Esperanto a Viena mostren que va negar qualsevol coautoria de l'ido.
Més tard, Beaufront va ser un proponent de l'ido i va escriure la influent gramàtica del idioma: Kompleta Gramatiko Detaloza, publicada en 1925.
La seva personalitat era única. Deia ser un marquès, i també que la seva àvia era anglesa, però no existeixen evidències de les seves afirmacions.
Apareix com un personatge en la novel·la de Joseph Skibell, A Curable Romantic, publicada en 2010.